# 小利別駅

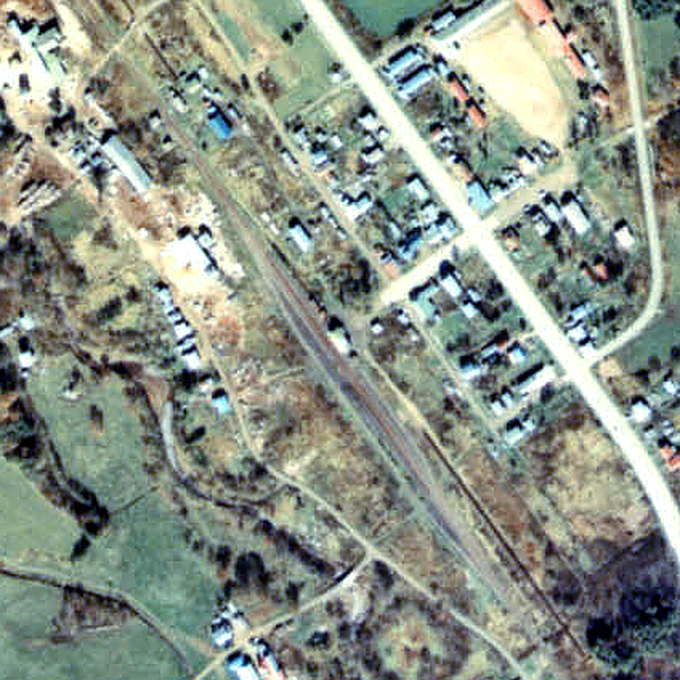
1977年、国鉄池北線時代の小利別駅と周囲500 m範囲。左上が北見方面。既に貨物取扱いが廃止され、荷物取扱いも廃止直後であるが、1986年駅舎側本線へ棒線化されるまで、側線は撤去されず放置されていた。山間の駅で、かつては沢山の木材が駅周囲に野積みされていた時期もあった。

小利別駅（しょうとしべつえき）は、北海道足寄郡陸別町字利別川上94にあった北海道ちほく高原鉄道ふるさと銀河線の駅である。国鉄・JR北海道池北線時代の電報略号はトヘ。事務管理コードは▲110515。

## 歴史

### 年表
- 1911年（明治44年）
  - 9月25日：鉄道院網走線の淕別駅 - 野付牛駅延伸に伴い開業[4][5]。一般駅[6]。
  - 11月18日：線名改称。池田 - 網走間を網走本線とする。
- 1949年（昭和24年）6月1日：公共企業体である日本国有鉄道に移管。
- 1961年（昭和36年）4月1日：路線の呼称変更により[7]、池北線の駅となる。
- 1968年（昭和43年）10月1日：駅舎改築[8]。
- 1971年（昭和46年）10月1日：貨物取扱い廃止[1]。
- 1977年（昭和52年）4月28日：無人駅（運転要員のみ配置）となる[9]。荷物取扱い廃止し[10]、同時に出札・改札業務を停止。
- 1986年（昭和61年）
  - 10月31日：この日をもって交換設備を廃止[11]。運転業務も終了。
  - 11月1日：無人化[12]。
- 1987年（昭和62年）4月1日：国鉄分割民営化により北海道旅客鉄道に継承[1]。
- 1989年（平成元年）6月4日：経営移管により、北海道ちほく高原鉄道ふるさと銀河線の駅となる[13][14]。
- 1990年（平成2年）12月17日：コミュニティ施設併設駅舎に改築[15]。
- 2006年（平成18年）4月21日：ふるさと銀河線の廃線にともない駅廃止。

### 駅名の由来
地名より。当地を流れる利別川支流のアイヌ語名、「ポントゥㇱペッ（pon-tuspet）」（子なる・利別川）」の和訳から。

## 駅構造
廃止時点で、単式ホーム1面1線を有する地上駅であった。1986年（昭和61年）10月31日までは千鳥状の相対式ホーム2面2線を有する交換駅で、その他駅裏に貨物積卸線、駅舎横の池田側に貨物ホームと引込み線を有していた。これらの線路と貨物ホームは交換設備運用廃止後に撤去されたが、反対側の旅客ホームは残っていた。池田方の線路は転轍機の名残で湾曲していた。
駅舎はコミュニティーセンターと合築になっていた。ふるさと銀河線沿線自治体ではふるさと創生事業の一環で駅舎改築などを行っており、その第1号として1990年（平成2年）12月17日に供用を開始したものであった。

## 駅周辺
小利別の集落が存在する。
- 国道242号
- 北海道道620号苫務小利別停車場線
- 北海道北見バス 小利別バス停
- 日産自動車陸別試験場

## 駅跡
- 2015年（平成27年）7月時点では、駅舎は引き続きコミュニティーセンターとして利用されており、待合室の時刻表も廃止当時のまま残っていた。また、線路は撤去されているが旅客ホームは2面共に残っていた。

- 2020年（令和2年）時点では、駅舎は引き続きコミュニティセンターとして利用されているが、ホームは2面とも撤去され、コミュニティーセンターから国道242号線まで、かつての構内を横断する連絡歩道が設置されている。線路跡は前後とも多くのソーラーパネルが設置されている。

## その他
- 1985年3月8日に放送されたNHK特集で陸別町が「日本一寒い町」として採りあげられた番組中で、無人化される以前の当駅が紹介された。

## 隣の駅
北海道ちほく高原鉄道
ふるさと銀河線
川上駅 - 小利別駅 - 置戸駅
小利別と置戸間の釧北峠（現・池北峠）に、1916年（大正5年）から1931年（昭和6年）まで釧北信号場が置かれていた。また、同一地点に戦後まもない頃（時期不詳）から1957年（昭和32年）まで釧北仮乗降場が置かれていた。